# Esantema
L'esantema (termine derivante dal greco antico: ἐξανθέω?, exanthéō, "sboccio") è un'eruzione cutanea diffusa che di solito si verifica nei bambini. Un esantema può essere causato da tossine, farmaci o microrganismi oppure può derivare da una malattia autoimmune. L'esantema è tipico, anche se non in esclusiva, di alcune malattie dei bambini, come il morbillo, la rosolia, la varicella, note appunto come malattie esantematiche, e per lo più di origine virale. La stessa condizione che si presenta invece nelle mucose prende il nome di enantema.

## Diagnosi
Per diagnosticare il tipo di malattia infettiva a seguito della comparsa dell'esantema bisogna controllare diverse caratteristiche:
- Il tempo: ovvero quanto ne intercorre fra la comparsa dei primi sintomi correlati a quando compare l'esantema;
- Il luogo: in diverse malattie infettive, che compaiono soprattutto nei bambini, l'esantema compare prima in una specifica parte del corpo, per poi diffondersi;
- L'estensione: a seconda della densità più o meno marcata nella persona;
- La composizione: non è detto che la comparsa dell'esantema sia l'unica eruzione cutanea nella persona. A seconda dei casi vi possiamo trovare eritema, papula, pustola, vescicola, punto, crosta, desquamazione, bolla, cicatrice e macula.

## Terapia
In alcuni casi l'esantema, così come la malattia associata, scompare da sola nel giro di pochi giorni.
Per alcuni tipi di malattie esantematiche è possibile ricorrere alla vaccinoprofilassi o all'immunoprofilassi: la prima è una terapia che consiste nella somministrazione di virus vivi attenuati (che hanno perso la loro virulenza in seguito a trattamenti di laboratorio) al fine di stimolare la produzione di anticorpi specifici contro quell'agente patogeno (come per esempio l'utilizzo del vaccino trivalente MPR per il trattamento del morbillo); la seconda invece consiste nel somministrare direttamente al paziente gli anticorpi specifici contro l'agente patogeno responsabile della malattia.

## Tipi
Ecco una lista delle cosiddette malattie esantematiche:
- morbillo o "prima malattia";
- scarlattina o "seconda malattia";
- rosolia o "terza malattia";
- scarlattinetta o "quarta malattia";
- eritema infettivo o "quinta malattia";
- esantema critico o "sesta malattia";
- varicella (nel bambino) o Herpes zoster (nell'adulto, riattivazione del virus stesso della varicella, comunemente chiamato "fuoco di Sant'Antonio");
- vaiolo;
- sindrome di Kawasaki.